# Archetti (famiglia)
Gli Archetti furono una nobile famiglia bresciana, originariamente ricchi mercanti.

## Storia
Famiglia di ricchi mercanti nel XVII secolo acquistarono il feudo di Formigara.
Nel 1743 l'imperatrice Maria Teresa d'Austria insignisce la famiglia del titolo marchesi di Formigara e Baroni del Sacro Romano Impero.Tra i loro maggiori possedimenti vi è quello di Santa Giustina presso Castenedolo. Il maggiore degli esponenti degli Archetti è sicuramente Giovan Andrea, che riuscirà ad arrivare alla soglia cardinalizia, stringendo rapporti fino con la zarina Caterina II di Russia.

## Stemma
D'azzuro a tre archi d'argento, ordinati in palo, con il capo d'oro, all'acquila di nero.

## Esponenti della famiglia
- Carlo Archetti,
- Chiara Archetti,
- Gian Antonio Archetti,
- Giovan Battista Archetti,

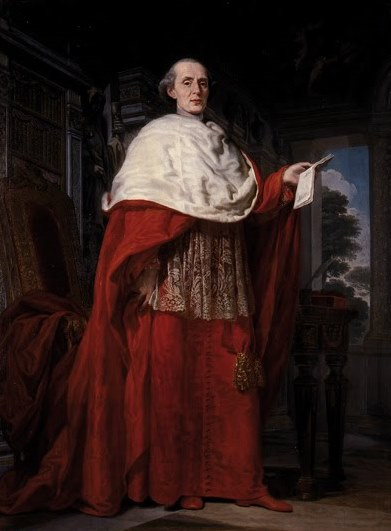
Il Cardinale Giovanni Andrea Archetti

- Giovanni Andrea Archetti, (1731 – 1805) cardinale, e nunzio apostolico in Polonia.
- Paola Archetti,
- Pietro Archetti
- Nicola Archetti

## Albero genealogico
|                                                       |                                                       |                                                    |                                                    |                                         |                                           |                 |                 |                            |                            |                           |                           |
|                                                       |                                                       |                                                    |                                                    | ARCHETTI                                |                                           |                 |                 |                            |                            |                           |                           |
|                                                       |                                                       |                                                    |                                                    |                                         |                                           |                 |                 |                            |                            |                           |                           |
|                                                       |                                                       |                                                    |                                                    |                                         |                                           |                 |                 |                            |                            |                           |                           |
|                                                       |                                                       |                                                    |                                                    | Marco 1520-1610                         |                                           |                 |                 |                            |                            |                           |                           |
|                                                       |                                                       |                                                    |                                                    |                                         |                                           |                 |                 |                            |                            |                           |                           |
|                                                       |                                                       |                                                    |                                                    |                                         |                                           |                 |                 |                            |                            |                           |                           |
|                                                       |                                                       |                                                    |                                                    | Giovanni Battista 1560-1642             |                                           |                 |                 |                            |                            |                           |                           |
|                                                       |                                                       |                                                    |                                                    |                                         |                                           |                 |                 |                            |                            |                           |                           |
|                                                       |                                                       |                                                    |                                                    |                                         |                                           |                 |                 |                            |                            |                           |                           |
|                                                       |                                                       |                                                    | Marco 1632-1650                                    | Marco 1632-1650                         | Carlo 1642-1681                           | Carlo 1642-1681 |                 |                            |                            |                           |                           |
|                                                       |                                                       |                                                    |                                                    |                                         |                                           |                 |                 |                            |                            |                           |                           |
|                                                       |                                                       |                                                    |                                                    |                                         |                                           |                 |                 |                            |                            |                           |                           |
|                                                       |                                                       |                                                    |                                                    |                                         | Giovanni Pietro 1676-1751 ⚭ Paola Giroldi |                 |                 |                            |                            |                           |                           |
|                                                       |                                                       |                                                    |                                                    |                                         |                                           |                 |                 |                            |                            |                           |                           |
|                                                       |                                                       |                                                    |                                                    |                                         |                                           |                 |                 |                            |                            |                           |                           |
| Francesca 1717-1750 ⚭ Giacomo Luzzago ⚭ Ventura Caffi | Francesca 1717-1750 ⚭ Giacomo Luzzago ⚭ Ventura Caffi | Giovanni Battista 1721-1740 ⚭ Margherita Condulmer | Giovanni Battista 1721-1740 ⚭ Margherita Condulmer | Anna Maria 1700-1785 ⚭ Gerolamo Vertova | Anna Maria 1700-1785 ⚭ Gerolamo Vertova   | Carlo 1710-1730 | Carlo 1710-1730 | Giovanni Antonio 1711-1798 | Giovanni Antonio 1711-1798 | Giovanni Andrea 1731-1805 | Giovanni Andrea 1731-1805 |

## Dimore

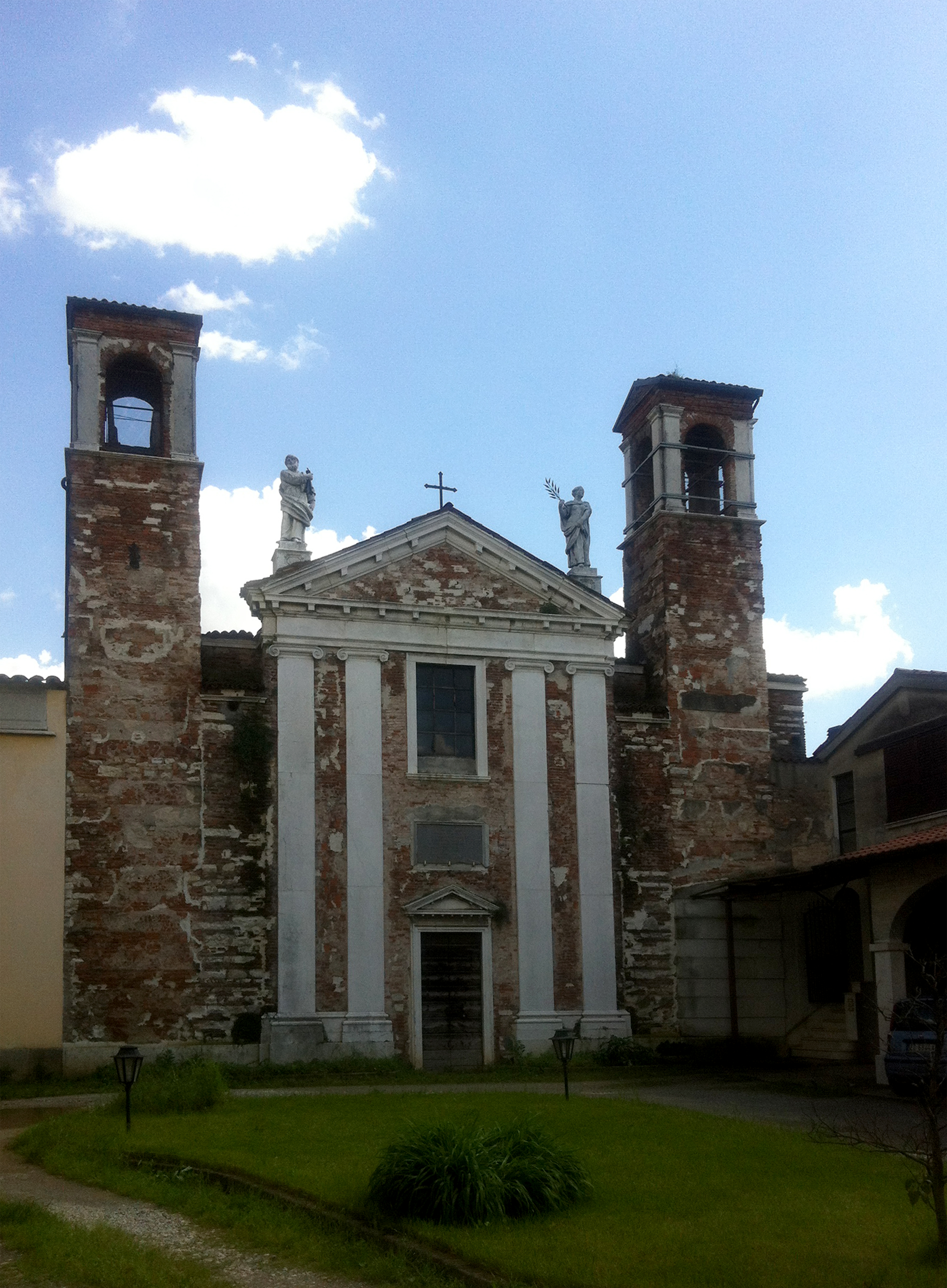
Facciata della chiesetta di palazzo Archetti a S. Giustina

### Complesso di S. Giustina
Il complesso di Santa Giustina sorge nell'omonima localita nei pressi di Castenedolo. Appartengono ad esso il palazzo principale, la chiesa e gli edifici agricoli e le case che un tempo erano dei braccianti. L'edificio principale risale al XVIII secolo, come si legge in un'incisione su uno stipide che riporta l'anno 1747 (anche se nel palazzo si trovano altre date 1719 e 1722). Progettato venne affidato all'architetto Giovanni Battista Marchetti, il quale aveva già partecipato ai lavori della fabbrica del Duomo nuovo; al palazzo di Santa Giustina vi lavorerà dal 1719 al 1747. L'attuale edificio sorge su quello che un tempo fu l'antica dimora dei nobili Rodengo. Di tale palazzo risalente al XVI secolo rimane solo una stanza al piano terreno ed il camino cinquecentesco. Di interesse architettonico sono da citare il ricco cornicione ed il balcone posto al centro in ferro battuto ed un arco in marmo di Botticino. 
All'interno del complesso architettonico sorge una piccola chiesetta, datata 1723 l'edificio di culto fu rimodernato in occasione dell'elezione a cardinale di Giovanni Andrea Archetti. dall'architetto abate Antonio Marchetti. La facciata si presenta con quatro alte lesene che sorreggono il timpano sormontato da due statue di santi, ai lati vi sono due piccoli campanili, uno dei pochi esempi di questo tipo nel bresciano.

### Casa Bolzoli già Archetti
Fu sede dell'amministratore dei beni dei Marchesi Archetti per l'area di Castenedolo, Capodimonte e Piffione.
La casa come riporta un'incisione è stata realizzata nel 1737 e sorge nell'odiena via Mazzini presso Castenedolo.

### Altre dimore
- Palazzo Archetti ex casa del Carmagnola via Dante Brescia
- Casa Archetti, Capodimonte Castenedolo

## Possedimenti
- Formigara
- Castenedolo
- Proprietà in Piffione